# Juan Bautista Alberdi
Pour les articles homonymes, voir Alberdi et Juan Bautista Alberdi (Argentine).
Juan Bautista Alberdi, né le 29 août 1810 à San Miguel de Tucumán et mort le 19 juin 1884 à Neuilly-sur-Seine, est un théoricien politique et diplomate argentin. Il vécut la majeure partie de sa vie en exil à Montevideo et au Chili. 
Préoccupé par la nécessité de créer une philosophie nationale fondée sur la liberté de l'homme, son œuvre principale « Bases y puntos de partida para la organización política de la República Argentina » (1852) est à l’origine de la Constitution argentine de 1853, toujours en vigueur.

## Biographie
Il meurt à Neuilly-sur-Seine en France en 1884 à l’âge de 73 ans. Son corps fut rapatrié et enterré au cimetière de la Recoleta à Buenos Aires en Argentine. Il reste l’un des auteurs les plus connus en Argentine.

## Postérité
Son nom est donné à la commune de Juan Bautista Alberdi, en Argentine.

## Publications
- (es) Obras completes, 8 vol, Buenos Aires, 1886-1887
- (es) Escritos postumos, 16 vol., 1895-1901